# Angstlos
Angstlos ist das vierte Studioalbum von Nina Hagen. Es wurde am 19. August 1983 in Deutschland veröffentlicht, während das englischsprachige Gegenstück Fearless im November 1983 veröffentlicht wurde. Im Gegensatz zum vorigen Album NunSexMonkRock, das stark avantgardistisch veranlagt war, ist dieses Album zugänglicher und sehr an Synthiepop angelehnt und hat auch Hip-Hop-Einflüsse. Im November 1983 erschien eine leicht abgewandelte englische Version des Albums mit dem Namen Fearless, die besonders in den USA für Beachtung sorgte.
Nina Hagen arbeitete mit dem damals sehr populären Produzenten Giorgio Moroder zusammen, der unter anderem Hits für Donna Summer, Irene Cara, David Bowie, Janet Jackson und Elton John produzierte. Außerdem lernte sie zu der Zeit die damals noch unbekannte Band Red Hot Chili Peppers kennen, mit denen sie Was es ist schrieb. Viele Jahre später, als die Band bereits weltbekannt war, erklärte der Frontmann der Red Hot Chili Peppers Anthony Kiedis in seiner Autobiographie Scar Tissue, Nina habe ihm vorausgesagt, dass seine Band einmal großen Erfolg haben werde.
Für die erste Singleauskopplung  New York / N.Y.  wurde ein Video gedreht, ebenso für Was es ist und Zarah.
Die englischsprachige Version des Liedes New York / N.Y. mit dem Titel New York New York erreichte am 17. März 1984 Platz 9 der Billboard Hot Dance Club Songs Charts in den USA.

## Titelliste
Angstlos
1. New York / N.Y. – 4:59
2. Was es ist – 4:19
3. Lorelei – 2:35
4. Zarah (Ich weiss, es wird einmal ein Wunder geschehn) – 5:02
5. Frühling in Paris – 3:35
6. I Love Paul – 3:50
7. My Sensation – 4:03
8. Newsflash – 3:58
9. The Change – 4:40

Fearless
1. New York New York – 5:16
2. My Sensation – 4:04
3. Flying Saucers – 3:11
4. I Love Paul – 3:50
5. The Change – 4:40
6. Silent Love – 4:07
7. What It Is – 4:18
8. T.V. Snooze – 3:58
9. Springtime in Paris – 3:35
10. Zarah – 4:38